# Ignatij Nowikow
Ignatij Trofimowicz Nowikow (ros. Игна́тий Трофи́мович Но́виков, ur. 7 grudnia?/20 grudnia 1906 w miejscowości Kamienskoje (obecnie w granicach Kamieńskiego), zm. 25 grudnia 1993 w Moskwie) – radziecki działacz państwowy i partyjny, wicepremier ZSRR (1962–1983), Bohater Pracy Socjalistycznej (1961).

## Życiorys
Urodzony w rosyjskiej rodzinie robotniczej, uczył się w męskim gimnazjum, 1919 przerwał naukę po śmierci rodziców, pracował jako robotnik rolny i pomocnik kowala. Od 1921 pracował w kopalniach Donbasu, wstąpił do Komsomołu, 1925 wrócił do Dnieprodzierżyńska, gdzie pracował w fabryce metalurgicznej. Studiował wieczorowo na Wydziale Energetycznym Dnieprodzierżyńskiego Instytutu Metalurgicznego, od 1926 należał do WKP(b), był instruktorem-wykładowcą w miejscowej szkole, pracował również jako starszy inżynier ds. montażu kotłów i turbin w rejonowej elektrowni. Członek biura kolektywu partyjnego Dnieprodzierżyńskiego Instytutu Metalurgicznego, który ukończył w 1932, później był inżynierem w Instytucie Koksochemicznym w mieście Kommunarka (obecnie Ałczewsk), od 1934 pracował w Szymkencie m.in. jako dyrektor elektrowni. Od maja 1937 główny inżynier zakładu ołowiowego w Saratowie, przez miesiąc był jego dyrektorem, a po ataku Niemiec na ZSRR został sekretarzem Komitetu Obwodowego WKP(b) w Saratowie ds. przemysłu i energetyki, 1943–1950 był szefem Głównego Zarządu Ludowego Komisariatu/Ministerstwa Elektrowni ZSRR, w 1950 został zastępcą szefa budowy Stanicy Gazowo-Elektrycznej w Gorkim (obecnie Niżny Nowogród), w latach 1954–1958 był szefem zarządu budowy Stanicy Gazowo-Elektrycznej w Krzemieńczuku, później krótko był zastępcą ministra elektrowni ZSRR. Od grudnia 1958 do września 1962 minister budowy elektrowni ZSRR, od 11 października do 24 listopada 1962 minister energetyki i elektryfikacji ZSRR, od 24 listopada 1962 do 20 lipca 1983 zastępca przewodniczącego Rady Ministrów ZSRR, jednocześnie od stycznia 1963 do lipca 1983 przewodniczący Państwowej Rady ZSRR ds. Budownictwa. Od czerwca 1983 na emeryturze. Od 31 października 1961 do 25 lutego 1986 członek KC KPZR. Deputowany do Rady Najwyższej ZSRR od 6 do 9 kadencji. Pochowany na Cmentarzu Kuncewskim w Moskwie.
W Moskwie na domu, w którym mieszkał, umieszczono tablicę pamiątkową.

## Odznaczenia
- Medal Sierp i Młot Bohatera Pracy Socjalistycznej (4 listopada 1961)
- Order Lenina (pięciokrotnie)
- Order Rewolucji Październikowej
- Order Czerwonego Sztandaru Pracy (29 marca 1939)
- Order Czerwonej Gwiazdy

i medale.